# 林泰宏
林 泰宏（はやし やすひろ、1961年6月16日 - ）は、熊本県出身の元プロ野球選手（投手）、日本の実業家。橘フェニックス株式会社の代表取締役、東郷証券株式会社（現：TO株式会社）の元取締役会長。

## 来歴・人物
市立尼崎高では、4番・エースとして活躍した。1978年秋季近畿大会県予選準決勝に進むが、滝川高に完封負けを喫する。翌1979年夏の甲子園県予選では決勝に進出するが、明石南高に0-1で惜敗し、甲子園には出場できなかった。
1979年のプロ野球ドラフト会議で、木田勇のクジを外した読売ジャイアンツから1位指名を受け入団。同じ年の3位指名は、岡崎郁だった。
スリー・クォーター気味のフォームで投げ込む速球が武器で、中央では無名ながら将来のエースになる大器と宣伝されていたが、コントロールが悪くプロ入り後は伸び悩んだ。ファームではローテーション投手となったものの一軍には昇格できず、1983年オフに金銭トレードで近鉄バファローズに移籍する。このころは、投球フォームはほとんどサイドスローになっていた。
近鉄では、故障のせいもあって満足な投球ができず、1984年オフに自由契約となった。その後、横浜大洋ホエールズの入団テストを受けて合格し移籍する。投球フォームをアンダースローに近いものに変えて再起をはかったが、故障は回復せずイースタン・リーグで1試合に登板しただけで、1985年のオフに自由契約となり、同年限りで現役を引退した。
プロ野球界から引退後は、商品先物取引会社「小林洋行」に入社し、1993年に「入や通商」に入社する。1997年に「大雄社先物社」（旧：入や通商）の常務、1999年に萬成プライムキャピタル証券の取締役、2005年6月、入や萬成証券（現：ばんせい証券）社長に就任し、翌2006年2月まで務めた。
2019年6月20日、東郷証券（現：TO）が複数の顧客に対し外国為替証拠金取引（FX取引）で生じた損失を補填した事件に関して、東郷証券の実質的な経営者として金融商品取引法違反（損失補填等の禁止）容疑で東京地検特捜部に逮捕された。2019年7月10日に、同罪で起訴された。翌11日には約1億4000万円を脱税したとして法人税法違反（脱税）などの疑いで再逮捕され、31日に追起訴された。
2020年1月7日、公判が東京地裁であり、検察側は懲役3年を求刑。弁護側は執行猶予を求めて結審した。
2020年2月12日、東京地裁で金融商品取引法違反（損失補填等の禁止）と法人税法違反（脱税）の罪で懲役3年、執行猶予5年の判決が言い渡された。
1984年に元アイドルの黒木真由美と結婚。真由美との間に長男と長女で元タレントの黒木マリナを儲けるが1996年に離婚した。

## 詳細情報

### 年度別投手成績
- 一軍公式戦出場なし

### 背番号
- 47 （1980年 - 1983年）
- 59 （1984年）
- 65 （1985年）